# Kikhorthang
Kikhorthang är en gewog i Bhutan.   Den ligger i distriktet Tsirang, i den centrala delen av landet, 70 kilometer sydost om huvudstaden Thimphu.
I omgivningarna runt Kikhorthang växer i huvudsak blandskog. Runt Kikhorthang är det ganska tätbefolkat, med 248 invånare per kvadratkilometer.